# 콜린스 영어사전

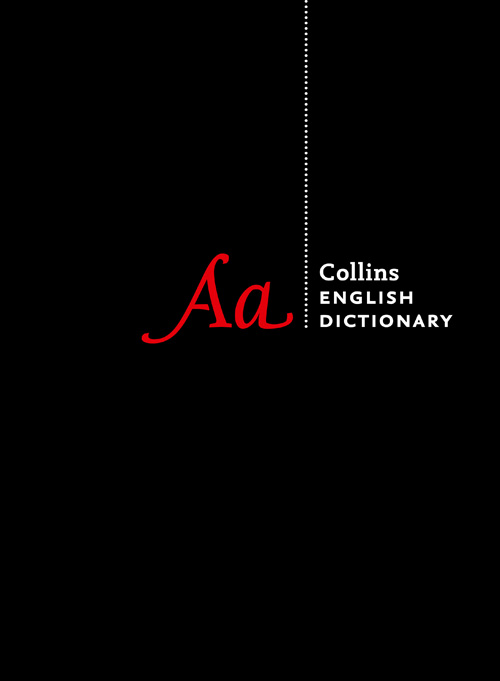

콜린스 영어사전(Collins English Dictionary)은 인쇄된 온라인 영어 사전이다. 글래스고의 하퍼콜린스에서 출판되었다.

## 말뭉치
이 사전은 지속적으로 업데이트되고 200억 개가 넘는 단어로 구성된 콜린스 말뭉치(Collins Corpus)를 기반으로 한 언어 연구를 사용한다.

## 에디션
- 현재 판은 14번째이다. 2023년 8월 31일에 출판되었으며, 항목 수는 732,000개 이상(고유 명사 포함)이다.
- 이전 판은 2018년 11월에 출간된 13판이었다.
- 2010년에는 "30주년 기념" 특별판 10판이 출판되었다.
- 이전 버전은 3~4년에 한 번씩 출판되었다.